# Biblos (editorial)
Biblos (ビブロス Biburosu?), cuyo nombre formal era BiBLOS Co.,Ltd, fue una editora japonesa dedicada a la publicación de manga yaoi y shōnen-ai, principalmente en sus revistas Be X Boy, Be x Boy GOLD y Zero. Biblos era la mayor editorial de yaoi de Japón antes de su quiebre.

## Historia
La editora fue fundada en el año 1988 bajo el nombre de Seiji Biblos, nombre que en 1997 sería cambiado simplemente por «Biblos». Sus publicaciones se centraban en mangas, revistas y antologías de género yaoi, gracias al rápido aumento de los aficionados de este género a finales de los 80. En la década de 1990, el yaoi ganó una considerable popularidad, siendo Biblos pionera en comercializar y popularizar este género.
Biblos se declaró en bancarrota en abril de 2006, luego de la quiebra de su empresa madre, la editorial Hekitensha, ocurrida solo unos pocos meses antes. Todas las publicaciones de Biblos se suspendieron indefinidamente hasta que Animate adquirió la compañía en el mismo año y la rebautizó bajo el nombre de Libre Publishing. Algunas revistas de Biblos se mantuvieron idénticas, tales como Be X Boy o Be x Boy Gold, mientras que otras no reaparecieron sino tiempo más tarde, como Junk!. La revista Zero volvió a aparecer en mayo de 2008 bajo el nombre Kurofune Zero, y la antología B-Boy LUV se convirtió en B-Boy Phoenix.